# Carlos Delgado Chalbaud
Carlos Román Delgado Chalbaud Gómez (Caracas, 20 gennaio 1909 – Caracas, 13 novembre 1950) è stato un politico e militare venezuelano.
È stato Presidente del Venezuela come Presidente della Giunta militare di Governo dal 24 novembre 1948 al 13 novembre 1950, quando venne assassinato a Caracas da Rafael Simón Urbina.